# 劉根柱
劉根柱（英語：Peter Liu Gen-zhu，1966年10月12日—，聖名：伯多祿）是天主教中國籍主教及中國天主教愛國會成員。現任洪洞教區主教。

## 生平
劉根柱出生於1966年10月12日，在中國山西省南部洪洞縣。1991年，劉根柱在陝西省西安修院完成學業，並於同年晉鐸。2010年6月起擔任洪洞教區副主教並主持教區工作。2016年12月29日起，在中國官方控制的中國天主教愛國會擔任委員，並出任山西省天主教愛國會副主任。
2020年6月，劉根柱當選成為洪洞教區主教候選人。及後，獲時任教宗方濟各任命為洪洞教區主教。同年12月22日，在洪洞主教座堂由太原總教區主教孟寧友主教主禮，絳州宗座監牧區宗座監牧武俊維主教、潞安教區主教丁玲斌和朔州教區主教馬存國襄禮，另有63位神父共祭和200位包括修女及信徒參加。中國天主教主教團副秘書長楊宇神父代表中國天主教主教團宣讀批准書，但批准書未有提到教宗和聖座。 
劉根柱主教是中梵就主教任命權達成協議後，第四位獲教宗任命的主教。

## 個人立場
劉根柱主教在2011年曾獲中央統戰部和國家宗教局表彰為「愛國愛教」的「先進個人」。